# Resolução 4686 da Assembleia Geral das Nações Unidas
A Resolução 4686 da Assembleia Geral das Nações Unidas, aprovada a 16 de Dezembro de 1991 pela Assembleia Geral das Nações Unidas, anulou a Resolução 3379 com 111 votos contra 25 (e 13 abstenções).
Israel fez a revogação da resolução 3379 uma condição da participação de Israel na Conferência de Paz de Madrid de 1991 em progresso no último trimestre de 1991. Sob a influência da administração de George Herbert Walker Bush dos Estados Unidos, A ONU aprovou a resolução. O texto da revogação era simplesmente:
"A assembleia geral decide revogar a determinação contida na resolução 3379 de 10 de Novembro de 1975."
Esta foi pois a resolução 4686, cujo texto é um dos mais curtos da história da ONU. Durante esta sessão, o presidente Bush disse à Assembleia Geral:
"...igualar o sionismo com o pecado imperdoável do racismo é deformar a história e esquecer a terrível tragédia dos Judeus na Segunda Guerra Mundial e de facto ao longo da história."

## Registo da Votação

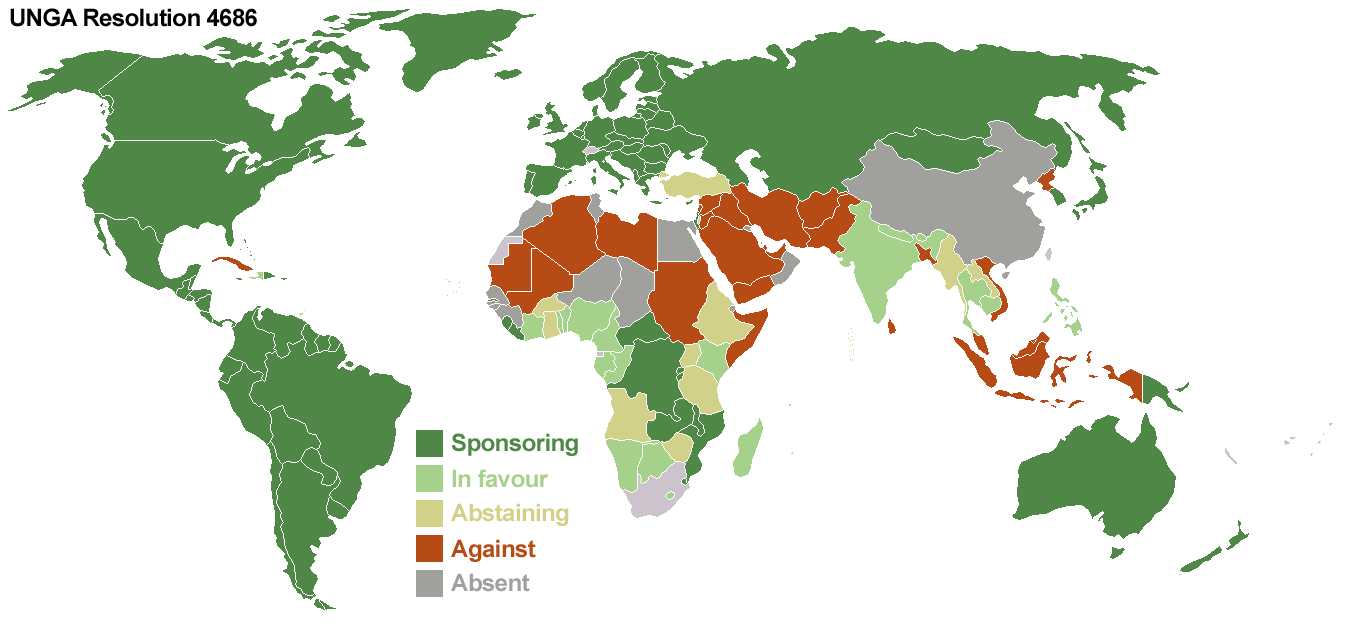
Votação dos estados-membros da ONU face à Resolução 4686.

Patrocinado por: Albânia, Alemanha, Antígua e Barbuda, Argentina, Austrália, Áustria, Bahamas, Barbados, Bélgica, Belize, Bielorrússia, Bolívia, Brasil, Bulgária, Burundi, Canadá, Checoslováquia, Chile, Chipre, Colômbia, Costa Rica, Dinamarca, Dominica, El Salvador, Equador, Espanha, Estados Federados da Micronésia, Estados Unidos, Estónia, Finlândia, França, Gâmbia, Granada, Grécia, Guatemala, Guiana, Holanda, Honduras, Hungria, Ilhas Marshall, Ilhas Salomão, República da Irlanda, Islândia, Israel, Itália, Jamaica, Japão, Jugoslávia, Libéria, Liechtenstein, Lituânia, Luxemburgo, Madagáscar, Malawi, Malta, México, Mongólia, Moçambique, Nicarágua, Noruega, Nova Zelândia, Panamá, Papua-Nova Guiné, Paraguai, Peru, Polónia, Portugal, Reino Unido, República Centro-Africana, República da Coreia, República Dominicana, Roménia, Ruanda, Samoa, Santa Lúcia, São Cristóvão e Nevis, São Vicente e Granadinas, Serra Leoa, Singapura, Suazilândia, Suécia, Suriname, União das Repúblicas Socialistas Soviéticas, Uruguai, Venezuela, Zaire e Zâmbia.
A favor: (111) As nações patrocinantes listadas acima e adicionalmente: Benin, Butão, Botswana, Cambodja, Camarões, Cabo Verde, Congo, Costa do Marfim, Fiji, Filipinas, Gabão, Haiti, Índia, Lesoto, Madagáscar, Namíbia, Nepal, Nigéria, Quénia, São Tomé e Príncipe, Seychelles, Tailândia e Togo.
Contra: (25) Afeganistão, Arábia Saudita, Argélia, Bangladesh, Brunei, Cuba, Emirados Árabes Unidos, Iémen, Indonésia, Irão, Iraque, Jordânia, Líbano, Líbia, Malásia, Mali, Mauritânia, Paquistão, Qatar, República Popular Democrática da Coreia, Somália, Sri Lanka, Sudão, Síria e Vietname.
Abstenções: (13) Angola, Burkina Faso, Etiópia, Gana, Laos, Maldivas, Maurícia, Myanmar, Trinidad e Tobago, Turquia, Tanzânia, Uganda e Zimbabwe.
Ausentes: (15) Bahrain, Chade, República Popular da China, Comores, Djibuti, Egipto, Guiné, Guiné-Bissau, Kuwait, Marrocos, Níger, Oman, Senegal, Tunísia e Vanuatu.